# Sukhoi Su-6
Sukhoi Su-6 là một nguyên mẫu máy bay cường kích của Liên Xô được phát triển trong suốt chiến tranh thế giới II.
Máy bay đánh chặn Su-7 hai động cơ (tên lửa và pít-tông) được phát triển dựa trên mẫu Su-6 một chỗ.

## Thiết kế và phát triển
Công việc phát triển Su-6 bắt đầu vào năm 1939, khi phòng thiết kế Sukhoi bắt đầu làm việc thiết kế một loại máy bay cường kích một chỗ bọc giáp. 2 mẫu được chế tạo vào 4 tháng 3-1940, và 1 chiếc đã bay thử nghiệm vào 1 tháng 3-1941 và phi công điều khiển là A.I. Kokin.
Những chuyến bay thử nghiệm chỉ ra Su-6 cao cấp hơn đối với Ilyushin Il-2 trong mọi hiệu suất, tuy nhiên động cơ của nó bị giới hạn tuổi thọ trước khi việc thử nghiệm được hoàn tất, không có động cơ Shvetsov M-71 nào được cung cấp thay thế.
Mẫu thứ 2 chỉ bay 1 lần vào tháng 1-1942, vì OKB phải sơ tán khi bắt đầu chiến tranh vệ quốc vĩ đại. Nó được trang bị 2 pháo 23 mm, 4 súng máy và 10 rãnh phóng tên lửa. Những kết quả thử nghiệm rất thuận lợi, Viện nghiên cứu khoa học AFRA giành được một lô sản xuất nhỏ thử nghiệm với vai trò máy bay tiêm kích tại tiền tuyến. Một quyết định phác thảo sản xuất 25 máy bay đã sẵn sàng, tuy nhiên không may cho Sukhoi, nó không bao giờ được ban bố.
Kinh nghiệm chiến đấu trên Il-2 đã chỉ ra sự cần thiết của xạ thủ phía sau. Do đó, mẫu thứ 3 được thiết kế với tổ lái hai người, giảm tải trọng mang bom (giảm từ 400 kg {880 lb} xuống 200 kg {440 lb}), và trang bị động cơ khỏe hơn M-71F. Những cuộc thử nghiệm chính thức đã phát hiện ra rằng Su-6 hai chỗ có tốc độ lớn hơn Il-2 là 100 km/h (54 knots, 62 mph), dù với một trọng tải nhỏ đáng kể. Khi rắc rối với M-71 được chấm dứt, Sukhoi được lệnh dùng động cơ Mikulin AM-42. Khi chuyến bay thử nghiệm được bắt đầu vào 22 tháng 2-1944, động cơ thay thế của Su-6 tỏ ra kém hơn động cơ cùng loại trên Ilyushin Il-10 do bổ sung 250 kg (550 lb) áo giáp đẻ bảo vệ động cơ và công suất hao phí thoát ra của AM-42 thấp hơn M-71F.
Dù Su-6 chưa bao giờ được sản xuất, vào năm 1943, Sukhoi được tặng Giải thưởng Stalin cho việc phát triển máy bay.

## Su-7

Su-7

Giống như một thí nghiệm, thiết kế Su-6 một chỗ cơ bản được chuyển đổi thành một máy bay đánh chặn 2 động cơ pha trộn có tên là Su-7 (tên này sau đó được sử dụng lại cho một máy bay tiêm kích-bom siêu âm). Áo giáp được loại bỏ và thân máy bay được làm hoàn toàn bằng kim loại. Sức mạnh của máy bay được cung cấp từ một động cơ pít-tông kiểu Shvetsov ASh-82FN với 2 thiết bị tăng nạp chế hóa khí TK-3 ở mũi và một động cơ phản lực Glushko RD-1-Kh3 ở đuôi. Động cơ pít-tông cung cấp công suất 1.380 kW (1.850 hp), trong khi động cơ tên lửa dùng nhiên liệu dầu lửa và axit nitric có công suất 2.9 kN (600 lbf). Vũ khí trang bị gồm 3 pháo ShVAK 20 mm với 370 viên đạn. Một chiếc Su-7 duy nhất được chế tạo vào năm 1944. Những chuyến bay thử nghiệm đạt vận tốc cực đại là 510 km/h (275 knots, 315 mph) trên cao 12 000 m (39.370 ft) không có động cơ tên lửa và 705 km/h (380 knots, 440 mph) có động cơ tên lửa. Vào năm 1945, động cơ tên lửa đã bị nổ khi bay thử nghiệm, giết chết phi công và phá hủy máy bay.

## Quốc gia sử dụng
Liên Xô
- Không quân Xô viết

## Thông số kỹ thuật (Nguyên mẫu Su-6 thứ 3 với động cơ M-71)
Dữ liệu 

### Đặc điểm riêng
- Phi đoàn: 2 (phi công và xạ thủ)
- Chiều dài: 9.24 m (30 ft 4 in)
- Sải cánh: 13.50 m (44 ft 3 in)
- Chiều cao: 3.89 m (12 ft 9 in)
- Diện tích cánh: 26 m² (280 ft²)
- Trọng lượng rỗng: 4 000 kg (8.820 lb)
- Trọng lượng cất cánh: 5 534 kg (12.200 lb)
- Trọng lượng cất cánh tối đa:
- Động cơ: 1× Shvetsov M-71F, 2.200 hp (1.620 kW)

### Hiệu suất bay
- Vận tốc cực đại: 514 km/h (280 knots, 320 mph) trên 3.800 m (12.465 ft)
- Tầm bay: 973 km (525 nm, 605 mi)
- Trần bay: 8.100 m (26.575 ft)
- Vận tốc lên cao: 10.6 phút/5.000 m (16.405 ft)
- Lực nâng của cánh: n/a
- Lực đẩy/trọng lượng: n/a
- Đường băng cất cánh: 410 m (1.345 ft)
- Đường băng hạ cánh: 730 m (2.395 ft)

### Vũ khí
- 2x pháo 23 mm Nudelman N-37 trong cánh, 90 viên đạn
- 2x súng máy ShKAS 7.62 mm trong cánh, 1.400 viên đạn
- 1x súng máy 12.7 mm Berezin UBT ở phía sau, 196 viên đạn
- Mang được 200 kg (440 lb) of bom

## Nội dung liên quan

### Máy bay có tính năng tương đương
- Ilyushin Il-2
- Ilyushin Il-10

### Danh sách máy bay tiếp theo
Sukhoi Su-2 - Sukhoi Su-3 - Sukhoi Su-4 - Sukhoi Su-5 - Sukhoi Su-6 - Sukhoi Su-7 (I) - Sukhoi Su-8